# Roy Blunt

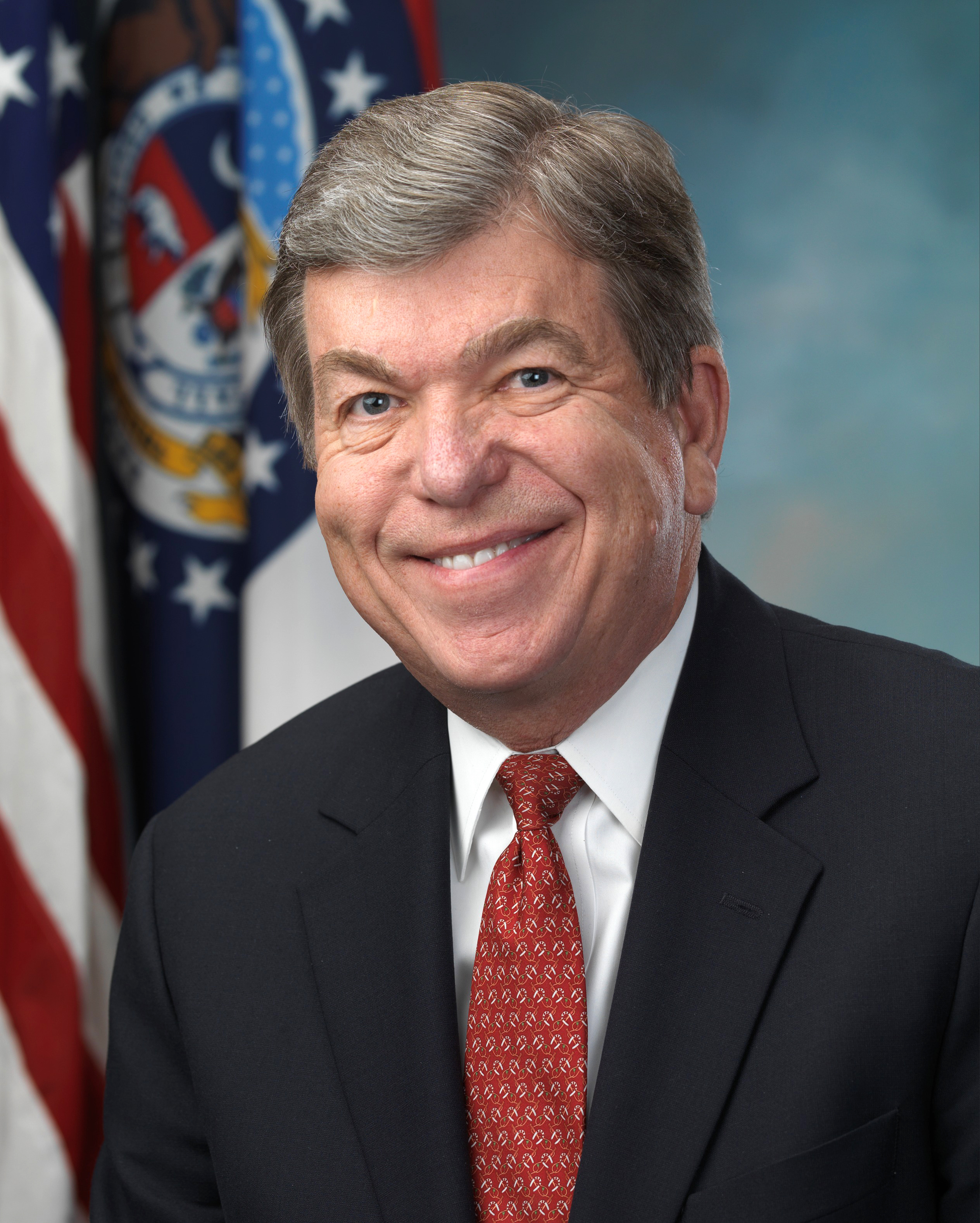
Roy Blunt em 2011.

Roy D. Blunt (nascido em 10 de janeiro de 1950) é um político do Missouri. Ele é membro do Partido Republicano. Antes dele, sua cadeira no Senado foi ocupada pelo também republicano Kit Bond, que decidiu se aposentar e não concorreu à reeleição em 2010.
Blunt foi membro da Câmara dos Representantes dos Estados Unidos pelo 7 º distrito congressional de Missouri entre 1997 a 2011. O distrito contém grande parte do sul de Missouri, a parte mais conservadora do Estado, tendo a cidade de Springfield, Joplin, Carthage e Neosho situadas no distrito. Em janeiro de 2011, Blunt foi sucedido por Billy Long.
Blunt foi o whip da minoria na Câmara, durante o 110º Congresso, mas após as eleições gerais de 2008 anunciou que iria sair do cargo. Blunt serviu como líder interino da maioria na Câmara de 29 de setembro de 2005 a 2 de fevereiro de 2006. Em 2011, Blunt foi eleito vice-presidente da Conferência republicana no Senado.
Blunt é o pai de Matt Blunt, governador do Missouri entre 2005 a 2009. Com 54 anos, ele foi o mais jovem pai de um governador de qualquer estado do país. Também foi um dos poucos políticos que permaneceu ativo na cena política enquanto seu filho era um governador. Ele e seu filho são os únicos republicanos a terem sido Secretário de Estado desde 1945.